# Kottagoundampatty
Kottagoundampatty es una ciudad censal situada en el distrito de Salem en el estado de Tamil Nadu (India). Su población es de 7891 habitantes (2011). Se encuentra a 9 km de Salem y a 62 km de Erode.

## Demografía
Según el censo de 2011 la población de Kottagoundampatty era de 7891 habitantes, de los cuales 4167 eran hombres y 3724 eran mujeres. Kottagoundampatty tiene una tasa media de alfabetización del 86,05%, inferior a la media estatal del 80,09%: la alfabetización masculina es del 92,28%, y la alfabetización femenina del 79,01%.